# Tegenovergestelde categorie
In de categorietheorie, een deelgebied van de wiskunde, wordt de tegenovergestelde categorie of duale categorie Cop van een gegeven  categorie C gevormd door de morfismen om te keren, dat wil zeggen dat bron en doel van elk morfisme worden verwisseld. Deze omkering twee keer uitvoeren levert weer de oorspronkelijke categorie op, dat wil dus zeggen dat de tegenovergestelde categorie van de tegenovergestelde categorie weer de oorspronkelijke categorie zelf is. In symbolen, Cop op = C. 

## Voorbeelden
- Een voorbeeld uit de ordetheorie is het omkeren van de richting van de ongelijkheden in een partiële orde. Dus als X een verzameling is en ≤ een partiële orde, kunnen we een nieuwe partiële orde relatie ≤new definiëren door

x ≤new y dan en slechts dan als y ≤ x.
Er zijn bijvoorbeeld tegenovergestelde paren kind/ouder of afstammeling/voorouder. Aangezien elke partiële orde als categorie kan worden opgevat, is dit ook een voorbeeld uit de categorietheorie.
- De categorie van booleaanse algebra's en booleaanse homomorfismen is equivalent met het tegenovergestelde van de categorie van Stone-ruimten en continue functies.

- De categorie van affiene schema's is equivalent met het tegenovergestelde van de categorie van commutatieve ringen.

- De Pontryagin-dualiteit beperkt zich tot een equivalentie tussen de categorie van compacte, Hausdorff abelse topologische groepen en de tegenovergestelde van de categorie van (discrete) abelse groepen.